# 瓦胡廷齊
49°35′52″N 30°57′34″E / 49.59778°N 30.95944°E
瓦胡廷齊（烏克蘭語：Вахутинці）是位於烏克蘭北部的村莊，由基辅州奧布希夫區的米羅尼夫卡市鎮負責管轄。該村始建於1500年，面積11.6平方公里，海拔高度161米，2001年人口63，人口密度每平方公里5.43人。